# Pont-à-Marcq

Pont-à-Marcq este o comună în departamentul Nord, Franța. În 1 ianuarie 2022 avea o populație de 3.054 de locuitori.